# Camargo (Oklahoma)
Camargo és un poble dels Estats Units a l'estat d'Oklahoma. Segons el cens del 2000 tenia 115 habitants.

## Demografia
Segons el cens del 2000, Camargo tenia 115 habitants, 57 habitatges, i 33 famílies. La densitat de població era de 177,6 habitants per km².
Dels 57 habitatges en un 22,8% hi vivien nens de menys de 18 anys, en un 42,1% hi vivien parelles casades, en un 10,5% dones solteres, i en un 42,1% no eren unitats familiars. En el 42,1% dels habitatges hi vivien persones soles el 24,6% de les quals corresponia a persones de 65 anys o més que vivien soles. El nombre mitjà de persones vivint en cada habitatge era de 2,02 i el nombre mitjà de persones que vivien en cada família era de 2,76.
Per edats la població es repartia de la següent manera: un 20,9% tenia menys de 18 anys, un 11,3% entre 18 i 24, un 17,4% entre 25 i 44, un 27,8% de 45 a 60 i un 22,6% 65 anys o més.
L'edat mediana era de 45 anys. Per cada 100 dones de 18 o més anys hi havia 78,4 homes.
La renda mediana per habitatge era de 23.750 $ i la renda mediana per família de 36.875 $. Els homes tenien una renda mediana de 32.083 $ mentre que les dones 28.125 $. La renda per capita de la població era de 20.417 $. Entorn del 20,6% de les famílies i el 24,3% de la població estaven per davall del llindar de pobresa.

## Poblacions més properes
El següent diagrama mostra les poblacions més properes.